# 김무영 (1985년)
김무영(金無英, 1985년 11월 22일 ~ )은 대한민국의 전 야구 선수이자, 현재 일본 독립 리그 베이스볼 챌린지 리그 도치기 골든 브레이브스의 코치이다.

## 선수 시절

### 일본 프로야구 시절

#### 일본 독립야구 시절
대한민국 부산광역시 출신이다. 2000년 3월 일본 야마구치현의 하야토모 고등학교로 야구 유학을 갔다. 후쿠오카 경제대학을 졸업하고 시코쿠·규슈 독립 리그에 속한 후쿠오카 레드 와블러스의 테스트를 받고 합격하면서 입단하였다. 2008년 시즌 초에는 부상으로 인해 출장이 늦어졌지만, 복귀 후에는 중계 투수로 정착하였으며, 35경기에서 17세이브, 방어율 0.41에 달하는 좋은 성적을 남겼다.
10월 30일의 신인 지명 회의에서는 소프트뱅크 호크스의 6위로 지명되어 입단했다.

#### 일본 프로 야구 시절
그는 대한민국 국적을 가지고 있지만, 일본에서 고등학교와 대학교를 졸업해서 외국인 선수로 분류되지 않았다.
오른쪽 어깨 통증으로 인해 출장 기회가 늦어졌지만, 2009년 7월 17일의 지바 롯데 마린스전에서 1군으로 처음 등판하였다.
2012년 개막을 1군에서 시작해 주로 뒤지고 있는 상황에서 중간 계투로 등판했다. 6월 23일 홋카이도 닛폰햄 파이터스전에서 3점 뒤진 8회에 등판해 1이닝 무실점, 3탈삼진으로 막았고 이후 팀이 역전승을 거두면서 프로 데뷔 4년 만에 첫 승리를 거두었다.
2015년 10월 4일, 후쿠오카 소프트뱅크 호크스에서 방출되었다.
2015년 11월 15일, 도호쿠 라쿠텐 골든이글스 마무리 캠프에 합류하여 입단 테스트에서 합격했다.
2016년에 이적 후 2경기에만 출전하였다. 10월 1일 전력 외 통보를 받아 방출되었고 은퇴를 결정하였다.

## 야구선수 은퇴 후
2017년 1월 10일부터 일본 독립야구 베이스볼 챌린지 리그의 신생 팀인 도치기 골든 브레이브스에서 코치로 활동했다.

## 플레이 스타일
오버스로에서 최고 구속이 150km/h인 포심과 커터, 포크볼 등의 변화구를 구사한다.

## 상세 정보

### 출신 학교
- 대신초등학교 (부산)
- 대신중학교 (부산)
- 하야토모 고등학교
- 후쿠오카 경제대학

### 선수 경력
- 후쿠오카 레드 와블러스(2008년)
- 후쿠오카 소프트뱅크 호크스(2009년 ~ 2015년)
- 도호쿠 라쿠텐 골든이글스(2016년)

### 코치 경력
- 도치기 골든브레이브스(2017년 ~ )

### 개인 기록
- 첫 등판 : 2009년 7월 17일, 대 지바 롯데 마린스 10차전(지바 마린 스타디움), 8회 말 세 번째로 구원 등판, 1이닝 1실점
- 첫 탈삼진 : 상동, 8회 말 니시오카 쓰요시로부터 헛스윙 삼진
- 첫 홀드 : 2012년 4월 26일, 대 사이타마 세이부 라이온스 6차전(후쿠오카 Yahoo! JAPAN 돔), 6회 초 두 번째로 구원 등판, 1이닝 무실점
- 첫 승리 : 2012년 6월 23일, 대 홋카이도 닛폰햄 파이터스 8차전(후쿠오카 Yahoo! JAPAN 돔), 8회 초 네 번째로 구원 등판, 1이닝 무실점 3탈삼진
- 첫 선발 : 2013년 9월 5일, 대 홋카이도 닛폰햄 파이터스 19차전(도쿄 돔), 1과 2/3이닝 6실점으로 패전

### 등번호
- '19' (2008년)
- '61' (2009년 ~ 2016년)

### 연도별 투수 성적
| 연 도     | 소 속      | 등 판 | 선 발 | 완 투 | 완 봉 | 무 4 구 | 승 리 | 패 전 | 세 이 브 | 홀 드 | 승 률 | 타 자 | 이 닝 | 피 안 타 | 피 홈 런 | 볼 넷 | 고 4 | 몸 맞 | 탈 삼 진 | 폭 투 | 보 크 | 실 점 | 자 책 점 | 평 자 책 | W H I P |
| --------- | ---------- | ----- | ----- | ----- | ----- | ------- | ----- | ----- | -------- | ----- | ----- | ----- | ----- | -------- | -------- | ----- | ---- | ----- | -------- | ----- | ----- | ----- | -------- | -------- | ------- |
| 2009년    | 소프트뱅크 | 1     | 0     | 0     | 0     | 0       | 0     | 0     | 0        | 0     | ----  | 5     | 1.0   | 1        | 0        | 1     | 0    | 0     | 1        | 0     | 0     | 1     | 1        | 9.00     | 2.00    |
| 2011년    | 소프트뱅크 | 9     | 0     | 0     | 0     | 0       | 0     | 0     | 0        | 0     | ----  | 61    | 15.1  | 9        | 1        | 3     | 0    | 2     | 17       | 0     | 0     | 5     | 4        | 2.35     | 0.78    |
| 2012년    | 소프트뱅크 | 29    | 0     | 0     | 0     | 0       | 1     | 1     | 0        | 3     | .500  | 132   | 31.1  | 31       | 1        | 7     |      | 0     | 28       | 2     | 0     | 10    | 6        | 1.72     | 1.21    |
| 2013년    | 소프트뱅크 | 23    | 1     | 0     | 0     | 0       | 0     | 1     | 0        | 0     | .000  | 130   | 31.0  | 28       | 2        | 16    | 0    | 0     | 27       | 0     | 0     | 12    | 12       | 3.48     | 1.42    |
| 2014년    | 소프트뱅크 | 25    | 0     | 0     | 0     | 0       | 1     | 0     | 0        | 2     | 1.000 | 130   | 31.2  | 28       | 3        | 8     | 0    | 0     | 23       | 3     | 0     | 15    | 12       | 3.41     | 1.14    |
| 통산：5년 | 통산：5년  | 87    | 1     | 0     | 0     | 0       | 2     | 2     | 0        | 5     | .500  | 458   | 110.1 | 97       | 7        | 35    | 0    | 2     | 96       | 5     | 0     | 43    | 35       | 2.85     | 1.20    |

- 2014년 시즌 종료시

## 같이 보기
- 이대호